# Bianco fumo
Il bianco fumo è una gradazione di bianco.